# Strada dei Parchi (azienda)
Strada dei Parchi SpA è un'azienda italiana che opera nel settore della gestione in concessione di tratti autostradali della rete autostradale italiana.
È nata nel giugno 2000, quando Autostrade S.p.A. (divenuta poi Autostrade per l'Italia) e il Gruppo Toto decisero di partecipare alla gara per la gestione delle autostrade A24 e A25, fino a poco tempo prima gestite dell'azienda pubblica Società Autostrade Romane ed Abruzzesi (S.a.r.a), partecipata dall'Anas ed in liquidazione. 
Nel luglio 2022, la concessione delle due autostrade viene revocata anticipatamente tramite un decreto del Consiglio dei ministri, il quale a sua volta assegna la gestione di entrambe all'Anas, appartenente al Gruppo delle Ferrovie dello Stato Italiane, per grave indadempimento dei lavori di messa in sicurezza anti-sismica delle autostrade. A partire dal 1 gennaio 2024 la concessione delle due autostrade rientra nuovamente a Strada dei Parchi.
L'unico azionista è Toto Holding, società dell'imprenditore abruzzese Carlo Toto,  noto soprattutto per essere stato l'azionista di maggioranza del vettore aereo Air One, con il 98% delle azioni.